# Anton Hähnisch

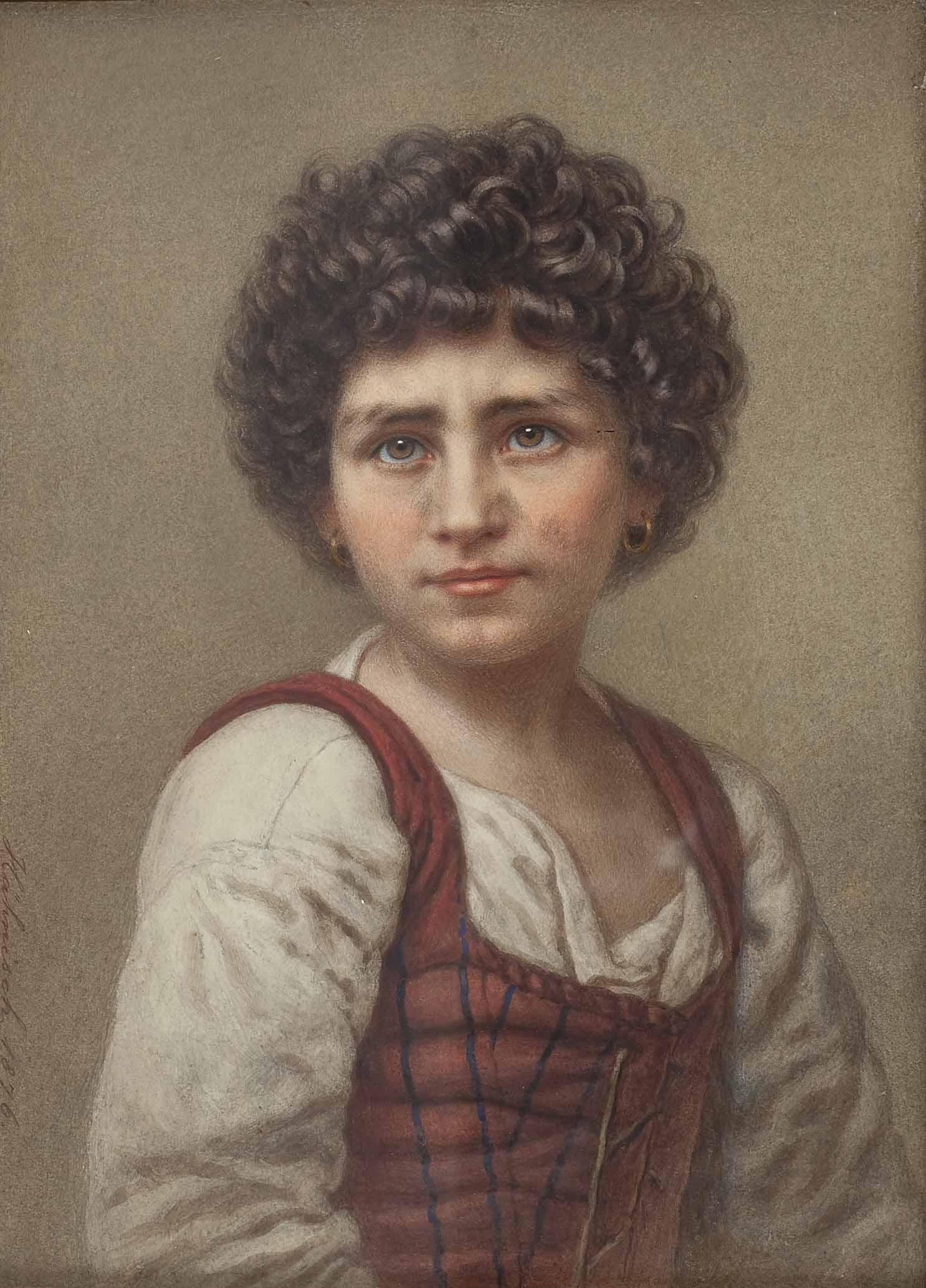
Junge Capresin

Anton Hähnisch (* 28. Oktober 1817 in Wien; † 1897 in Karlsruhe) war ein österreichischer Maler, Zeichner und Lithograf.
Anton Hähnisch studierte an der Akademie der bildenden Künste Wien. Nach dem Studium unternahm er mehrere Studienreisen, hielt sich länger in Berlin und Frankfurt am Main auf. Seit 1836 stellte er seine Werke im Wiener St. Annahof aus.
Er besuchte auch u. a. Paris, zwischen 1850 und 1862 London und Edinburgh, und 1872–1873 Rom. Nach der Heimkehr ließ er sich in Berlin und in den letzten Lebensjahren in Karlsruhe nieder.
Hähnisch schuf Bildnisminiaturen, Aquarelle (auch auf Elfenbein und Milchglas) und Pastelle.
Er wurde als Porträtist des Adels und von Fürstenhäusern bekannt, u. a. von Kronprinz Friedrich Wilhelm von Preußen und dessen Schwester Luise von Preußen, späteren Großherzogin von Baden. Er porträtierte auch den Schriftsteller Franz Grillparzer.
Hänisch fertigte auch zahlreiche Porträtlithografien an.